# Sous-lieutenant
Le grade militaire de sous-lieutenant est le premier des grades d'officiers dans nombre d'armées.

## Belgique
Dans les forces armées belges, le grade de sous-lieutenant est également le premier grade d'officier dans les composantes Terre, Air et Médicale. Il est supérieur au grade de sous-officier d'adjudant-major et inférieur au grade de lieutenant.
Son insigne de grade est une molette d'éperon héraldique de teinte dorée (composante Terre) ou un galon (Armée de l'air et services de santé).
L'équivalent dans la Marine belge est : enseigne de vaisseau de 2e classe.
|       |     |          |  |        |
| Terre | Air | Médicale |  | Marine |

On s'adresse au sous-lieutenant et à l'enseigne de vaisseau de 2e classe en disant « Lieutenant ».
Au sein de la Cavalerie, un Sous-Lieutenant y est traditionnellement désigné comme "Lieutenant" et un Lieutenant comme "Premier Lieutenant"

## Brésil
En Brésil, le grade de Segundo Tenente est le premier des grades d'officiers, au-dessus du grade de Aspirante a Oficial et en dessous de celui de Primeiro Tenente.
|                            |                            |                    |
| Armée de terre brésilienne | Force aérienne brésilienne | Marine brésilienne |

On s'adresse à lui en disant Tenente.

## Canada
Dans l'Armée canadienne et l'Aviation royale du Canada des Forces canadiennes, le grade de sous-lieutenant est le deuxième grade d'officier et le premier grade d'officier commissionné. C'est à partir de ce grade que l'officier reçoit le salut militaire des militaires moins gradés. Dans l'Armée canadienne, l'insigne de sous-lieutenant est une étoile et dans l'Aviation royale du Canada, un simple galon large. Son équivalent dans la Marine royale canadienne est le grade d'enseigne de vaisseau de deuxième classe.
| Précédé par Élève-officier | Sous-lieutenant | Suivi par Lieutenant |

## États-Unis
Aux États-Unis, ce grade correspond à celui de Second Lieutenant (2ndLT), que l'on trouve dans l’Army, l’Air Force ou les Marines, dont l'insigne est un galon doré.
Dans la Navy, le terme utilisé est : Ensign, que l'on trouve aussi dans les autres unités nationales portant uniforme comme les US Coast Guard (les garde-côtes), le National Oceanic and Atmospheric Administration Commissioned Officer Corps ou le PHS Commissioned Corps (en).
Selon les armées, les insignes d'épaule sont les suivants :

US Army (Armée de terre)
US Air Force (Armée de l'air)
US Marines (corps des Marines)
Insignes de col (en haut), de manche et d'épaule pour la Navy (la Marine)

## France
Le terme de « sous-lieutenant » apparaît à la fin du XVIe siècle, sous le règne d'Henri II. À partir de 1674, il remplace celui d'enseigne dans les régiments d'infanterie. Comme l'enseigne, il est chargé du commandement de la troisième section de la compagnie. Petit à petit le système s'impose dans toutes les compagnies d'avoir un capitaine, secondé par un lieutenant, lui-même secondé par un sous-lieutenant.
Entre 1776 et 1791, il y a deux sous-lieutenants par compagnie. À partir de 1781, l'ordonnance dite « de Ségur » rend obligatoire d'avoir quatre quartiers de noblesse (quatre grands-parents nobles) pour devenir sous-lieutenant. Cette disposition est supprimée à la Révolution française, ce qui ouvre le grade à l'élection. À partir de 1805, il est nécessaire pour devenir sous-lieutenant de passer par une école d'officiers ou d'avoir quatre années d'expérience comme sous-officier.
En 1940, le titre de sous-lieutenant a été attribué aux auxiliaires féminines recrutées par l'Armée de l'air pour convoyer des avions[réf. nécessaire]. Il leur permettait de recevoir un traitement et de déterminer le mess auquel elles étaient rattachées, sans leur procurer ni grade, ni rang dans la hiérarchie militaire[réf. nécessaire]. Cette discrimination, alors que les femmes étaient soumises aux mêmes contraintes militaires que les hommes, avait d'ailleurs provoqué la colère publique d'Hélène Terré, qui reprocha à l'armée d'être « une vieille carcasse figée dans son passé, glorieux, certes, mais périmée ».
De nos jours, « sous-lieutenant » est un grade donné aux officiers-élèves ou aux officiers de l’Armée de terre, de l’Armée de l'air et de la Gendarmerie qui effectuent leur dernière année dans l'une des écoles militaires suivantes : Polytechnique, Saint-Cyr, École de l'air, AMGN, École militaire interarmes, École militaire de l'air. Il correspond à la première année de service en tant qu'officier proprement dit.
Son insigne de grade est  dans les armes dites « à pied » et  dans les armes dites « à cheval ».
| France               | Grades de l'Armée de terre |                      |
| Précédé par Aspirant | Sous-lieutenant            | Suivi par Lieutenant |

| Grades de la Gendarmerie nationale française Sous-lieutenant |  |                      |
| Précédé par Aspirant                                         |  | Suivi par Lieutenant |

| France               | Grades de l'Armée de l'air |                      |
| Précédé par Aspirant | Sous-lieutenant            | Suivi par Lieutenant |

## Royaume-Uni
Au Royaume-Uni, le grade de sous-lieutenant, correspondand au grade de "Second Lieutenant" (2Lt), a été introduit dans l'ensemble de l'Armée de terre britannique en 1877 pour remplacer le grade éphémère de" sub-lieutenant", bien qu'il ait été utilisé depuis longtemps dans les régiments de l'artillerie royale (Royal Artillery), du génie royal (Royal Engineers), des fusiliers et des carabiniers. Au début, le grade ne portait pas d'insignes distincts. En 1902, une seule étoile du Bain a été introduite ; les grades de lieutenant et de capitaine ont vu leur nombre d'étoiles augmenter d'une unité pour atteindre (respectivement) deux et trois. Le grade est également utilisé par les Royal Marines.
Les nouveaux officiers de l'armée britannique sont normalement commissionnés en tant que sous-lieutenants à la fin de leur cours de commissionnement à RMA Sandhurst, et poursuivent une formation spécifique au sein de leurs unités. Le passage au grade de lieutenant se fait généralement au bout d'un an environ. Dans les forces armées britanniques, le sous-lieutenant est un grade qui n'est pas utilisé comme forme d'adresse. Au lieu de cela, un sous-lieutenant nommé, par exemple, Smith est appelé M. Smith, à l'exception des titres alternatifs "ensign"(Foot Guards) et "cornet" (dans les Blues and Royals et les Queen's Royal Hussars) qui sont toujours utilisés. Dans la Royal Air Force, le grade comparable est celui d'officier pilote. La Royal Navy n'a pas de grade équivalent exact, et un sous-lieutenant est plus ancien qu'un aspirant de la Royal Navy, mais moins ancien qu'un sous-lieutenant.

## Autres forces armées
Au Chili, au Paraguay et en Argentine, le grade subteniente est l'équivalent du « sous-lieutenant » français. Il est porté par les officiers-élèves.
En Espagne, le grade de subteniente désigne un sous-officier, équivalent de l'adjudant-chef français, situé entre le brigada (« brigadier » - adjudant) et le suboficial mayor (« sous-officier major » - major). C'est le grade d’alférez qui est l'équivalent du « sous-lieutenant » français.
En Suisse, le grade de « sous-lieutenant » n'existe pas. C'est le grade suisse de « lieutenant » qui correspond au grade de « sous-lieutenant » français. L'équivalent du « lieutenant » français est quant à lui appelé « premier-lieutenant ».